# Omar Trujillo
Gustavo Omar Trujillo Corona (Morelia, 1977. november 9. – Morelia, 2022. december 1.) válogatott mexikói labdarúgó, hátvéd.

## Pályafutása

### Klubcsapatban
1998 és 2012 között a Morelia labdarúgója volt. 2009–10-ben az Atlas, 2010–11-ben a Tigres UANL, 2011–12-ben a Club Celaya csapataiban szerepelt kölcsönben. A Moreliával megnyerte a 2000-es bajnokság téli idényének a rájátszását.

### A válogatottban
2005-ben egy alkalommal szerepelt a mexikói válogatottban.

## Sikerei, díjai
Morelia
- Mexikói bajnokság
  - bajnok: 2000, tél

## Statisztika

### Mérkőzése a mexikói válogatottban
| Mexikó | Mexikó            | Mexikó                       | Mexikó | Mexikó   | Mexikó        | Mexikó     | Mexikó | Mexikó  |
| #      | Dátum             | Helyszín                     | Hazai  | Eredmény | Vendég        | Kiírás     | Gólok  | Esemény |
| ------ | ----------------- | ---------------------------- | ------ | -------- | ------------- | ---------- | ------ | ------- |
| 1.     | 2005. április 27. | Chicago, Soldier Field (USA) | Mexikó | 1 – 1    | Lengyelország | barátságos | -      |         |
|        | Összesen          |                              |        | 1        | mérkőzés      |            | 0      | gól     |